# ستيفن كاولي
ستيفن كاولي (بالإنجليزية: Steven Cowley)‏ هو فيزيائي بريطاني، ولد في 1951 في كامبريدج في المملكة المتحدة.